# الصعيفية (كحلان عفار)

تعديل مصدري - تعديل

الصعيفية هي إحدى قرى عزلة بنى موهب بمديرية كحلان عفار التابعة لمحافظة حجة، بلغ تعداد سكانها 225 نسمة حسب تعداد اليمن لعام 2004.